# 魔剣

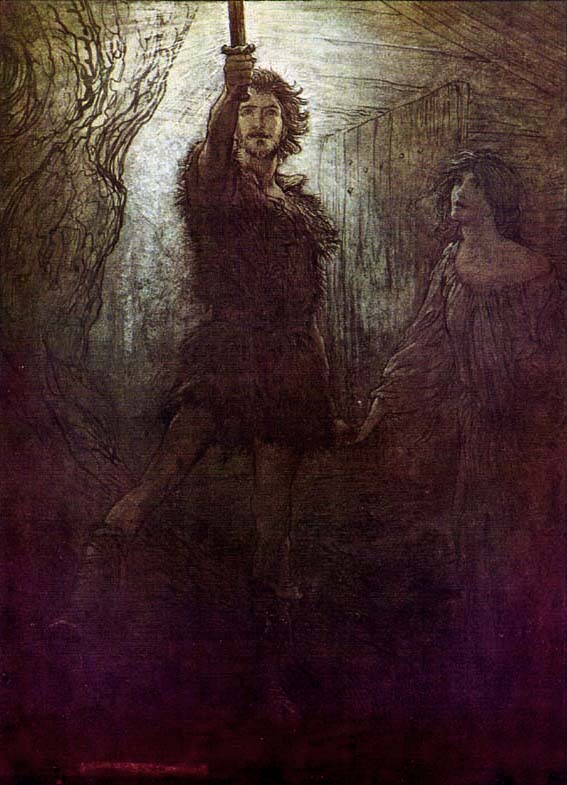
アーサー・ラッカムによるワーグナー『ニーベルングの指環』のイラスト。同作に登場する魔剣ノートゥングは、北欧神話のグラム、『ニーベルンゲンの歌』のバルムンクに相当する。

魔剣（まけん）とは、神話や伝説、あるいは小説やゲームなどのフィクションに登場する、特別な力を持つ剣の総称。
広義では、魔法の剣（英: Magic sword）の意味で用いられる。魔法の力を持つ、通常は傷付けられない神や魔物を斬るなど、何らかの特別な能力を有しており、その所持者に大きな力を与える。
狭義では「聖剣」との対比で、邪悪な力を持ち不幸や災禍をもたらす剣の意味で用いられる。この場合の類義語としては「妖刀」が挙げられる。

## 著名な「魔剣」

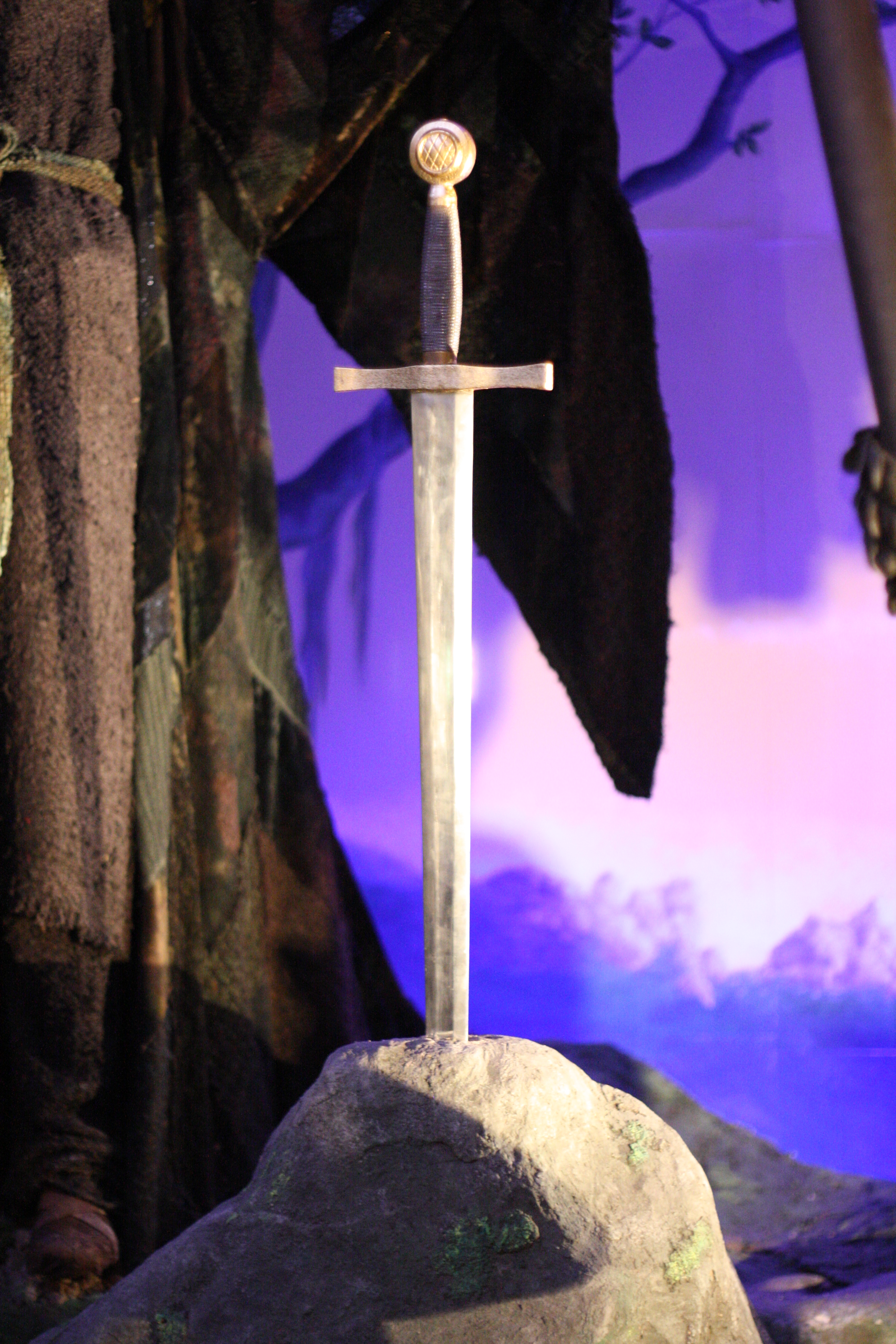
エクスカリバー、レプリカ （London Film Museum）

詳細は各項目を参照のこと。

### 神話や伝説に登場する「魔剣」
- グラム（北欧神話）
- バルムンク（『ニーベルンゲンの歌』）
- ティルヴィング（北欧神話）
- 十束剣（日本神話）
- レーヴァテイン（北欧神話）
- ダーインスレイヴ（北欧神話）
- エクスカリバー（英国神話）

### 中世・近世・近代以降の創作に登場する「魔剣」
- ストームブリンガー（『エルリック・サーガ』）
- 貪・瞋・癡（『太平記』） - 三毒を司る三振りの妖刀。怨霊化した武将・楠木正成が、室町幕府を滅ぼすため入手しようとする。
- 村雨（『南総里見八犬伝』） - 『八犬伝』においては水気を放つなど「魔法の剣」としての性格を持つ。『八犬伝』以後の創作で「村雨」の名を借りたものは、妖刀として登場することがある。

### 「魔剣」として語られる実在の刀
- 村正 - 徳川家に仇なすとの話がある。